# Polygonum maackianum
Polygonum maackianum là một loài thực vật có hoa trong họ Rau răm. Loài này được Regel miêu tả khoa học đầu tiên năm 1861.